# Крупник, Наум Яковлевич
Нау́м Я́ковлевич Кру́пник (англ. Na(h)um Krupnik; род. 1932, Кишинёв, Бессарабия) — молдавский советский и израильский математик, доктор физико-математических наук, профессор.

## Биография
Наум (Нюма) Крупник родился вторым из четверых детей в семье слесаря-наладчика кишинёвского хлебзавода Якова Марковича (Мордковича) Крупника (1901—1975) и его жены, кондуктора трамвая Браны (Мани) Исааковны Крупник. Окончил Кишинёвский государственный университет и аспирантуру при нём под руководством профессоров Иосифа Ицковича и Израиля Гохберга (кандидатскую диссертацию защитил в Тбилисском государственном университете в 1964 году). Работал доцентом и заведующим лабораторией на кафедре математического анализа Кишинёвского государственного университета, где в 1987 году защитил докторскую диссертацию.
С 1990 года — профессор отделения математики и компьютерных наук Университета им. Бар-Илана в Рамат-Гане. После выхода на пенсию в 2001 году поселился в Торонто (Канада).
Основные научные работы в области функционального анализа: одномерные и многомерные сингулярные интегральные операторы; конечномерные представления в банаховых алгебрах; формула Гохберга—Крупника для обращения конечных матриц Тёплица.

## Семья
- Сыновья — математики Марк Наумович Крупник[3] и Илья Наумович Крупник (оба получили Ph.D. по математике в Израиле в 1994 году, последний — под руководством А. С. Маркуса).
- Старший брат — Михаил Яковлевич Крупник, молдавский экономист, старший научный сотрудник Молдавского научно-исследовательского института научно-технической информации и технически-экономических исследований (НИИНТИ) Госплана МССР, автор монографий «Анализ производственных резервов в лёгкой промышленности Молдавской ССР» (1973), «Технический прогресс и совершенствование производства в лёгкой промышленности МССР» (1976), «Хозяйственный механизм и плановая дисциплина» (1982), «Школа экономики в вопросах и ответах: на примере швейной и трикотажной промышленности» (1989) и других.

## Книги
- Введение в теорию одномерных сингулярных интегральных операторов (совместно с И. Ц. Гохбергом). Штиинца: Кишинёв, 1973.
- Einfuehrung in die Theorie der Eindimensionalen Singularen Integraloperatoren (совместно с И. Ц. Гохбергом). Birkhäuser Verlag: Базель—Бостон, 1979.
- Банаховы алгебры с символом и сингулярные интегральные операторы. Ответственный редактор — А. С. Маркус. Штиинца: Кишинёв, 1984.
- Banach Algebras with Symbol and Singular Integral Operators. Birkhäuser Verlag: Базель—Бостон, 1987 и 2014.
- One-Dimensional Linear Singular Integral Equations: Introduction (совместно с И. Ц. Гохбергом). В серии «Operator Theory: Advances and Applications». Birkhäuser Verlag: Базель—Бостон, 1991.
- One-Dimensional Linear Singular Integral Equations: General Theory and Applications (совместно с И. Ц. Гохбергом). Том 2. В серии «Operator Theory: Advances and Applications». Birkhäuser Verlag: Базель—Бостон, 1992.
- Traces and Determinants of Linear Operators (совместно с Израилем Гохбергом и Симуром Гольдбергом). Birkhäuser Verlag: Базель—Бостон, 2000.